# نینورا
نینورا (dNin-ur4(-ra)؛ و نیز آوانویسی‌شده نینوررا) الهه بین‌النهرینی مربوط به دولت اوما بود.

## شخصیت
معنای نام نینورا ناشناخته است.
شوهر نینورا شارا بود و آنها (یا معابدشان) معمولاً در منابع شناخته‌شده در کنار هم ظاهر می شوند. در سرودهای زام پیش از شوهرش ذکر می‌شود.
وجود نشان (šu-nir) نینورا در متون اوما ذکر شده است.
در یک متن ادبی اولیه از ابو صلابیخ نام نینورا ذکر شده که «آسمان و زمین را تکان می‌دهد».

## پرستش
نینورا فقط در منابع هزاره سوم پیشا دوران مشترک ذکر شده است. نخستین گواهی‌ها از ابو صلابیخ در دوره آغازین دودمانی به دست آمده و شامل سرودهای زام، یک فهرست خدا و یک متن ادبی است. او با شهر اوما مرتبط بود.
اهمیت نینورا در دوره سلسله سوم اور نسبتاً ناچیز بود و تنها چند اشاره به هدایایی که به او داده شده، شناخته شده است.
هیچ گواهی از نینورا پس از دوره اور سوم به دست نیامده است.